# クロナガアリ

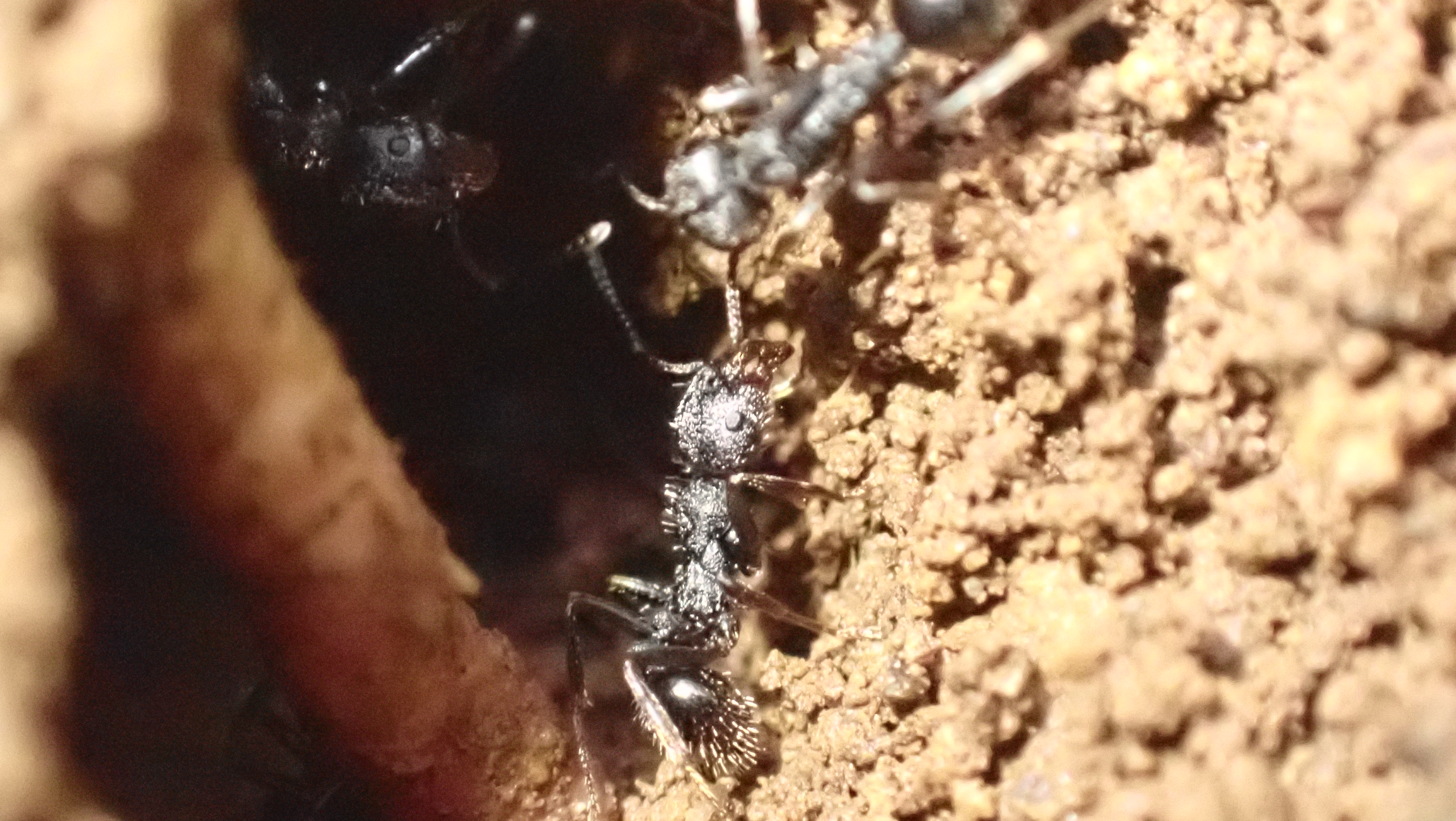
クロナガアリの働き蟻

クロナガアリ（黒長蟻） Messor aciculatus は、ハチ目・アリ科・フタフシアリ亜科に分類されるアリの一種。中型のアリで、乾燥した草原で秋によく見られる。他のアリと異なり、植物の種子、主にイネ科植物のそれを食物とする。また、一つの巣に複数の女王がいる多雌性である。
働きアリの体長は4~5mmほどで、女王アリは10mmほどの大きさ。体のほぼ全身が黒く、腹柄節が2つあるが、和名と異なりそれほど細長い体型ではない。頭部と胸部はつやがないが腹部はつやがあり、一見して腹部だけ黒光りして見える。
本州、四国、九州、屋久島に分布し、日本以外では朝鮮半島、中国、モンゴルまで分布する。
東アジアの温帯域に生息する。草丈が低く乾燥した草原を好み、日本では畑や空き地などでよく見られる。巣は真下に通路を掘り進み、その通路に1つずつ横向きに部屋をつけるのが特徴で、通常3〜4m,中には深さ7mにも達することがある。
働きアリの活動が活発なのは春と秋であり、10〜11月になって地表に現れて活動する。真夏は活動しない。活動期は、巣を補修した土を巣穴の周囲にうす高く積み上げる。秋になると、働きアリは巣の周囲のオヒシバやエノコログサなどイネ科植物の実を主な餌として集め、その他、シソ科、タデ科、アカザ科などの種子も回収し、巣穴に運びこむ。小さな草の実を回収するため、回収作業もほぼ1匹ずつで行う。巣の中では運びこんだ実の殻を剥ぎ、胚芽を取り除いて、胚乳の部分だけを食料庫に蓄える。
幼虫の食物もイネ科植物の種子であるが、種子は硬く、幼虫の顎ではかじれないことが多いため、働きアリが口から消化液を吐き戻し、表面を軟らかくしてから幼虫に与える。
秋以外はほぼ巣穴を閉ざし地下生活をするが、4月下旬から5月のよく晴れた、蒸し暑い日には巣から多数の雄アリ・雌アリが飛び出し結婚飛行を行う。羽アリは昼前から午後の暖かい時間に多く、タイミングによって午後4時程まで結婚飛行が見られる。

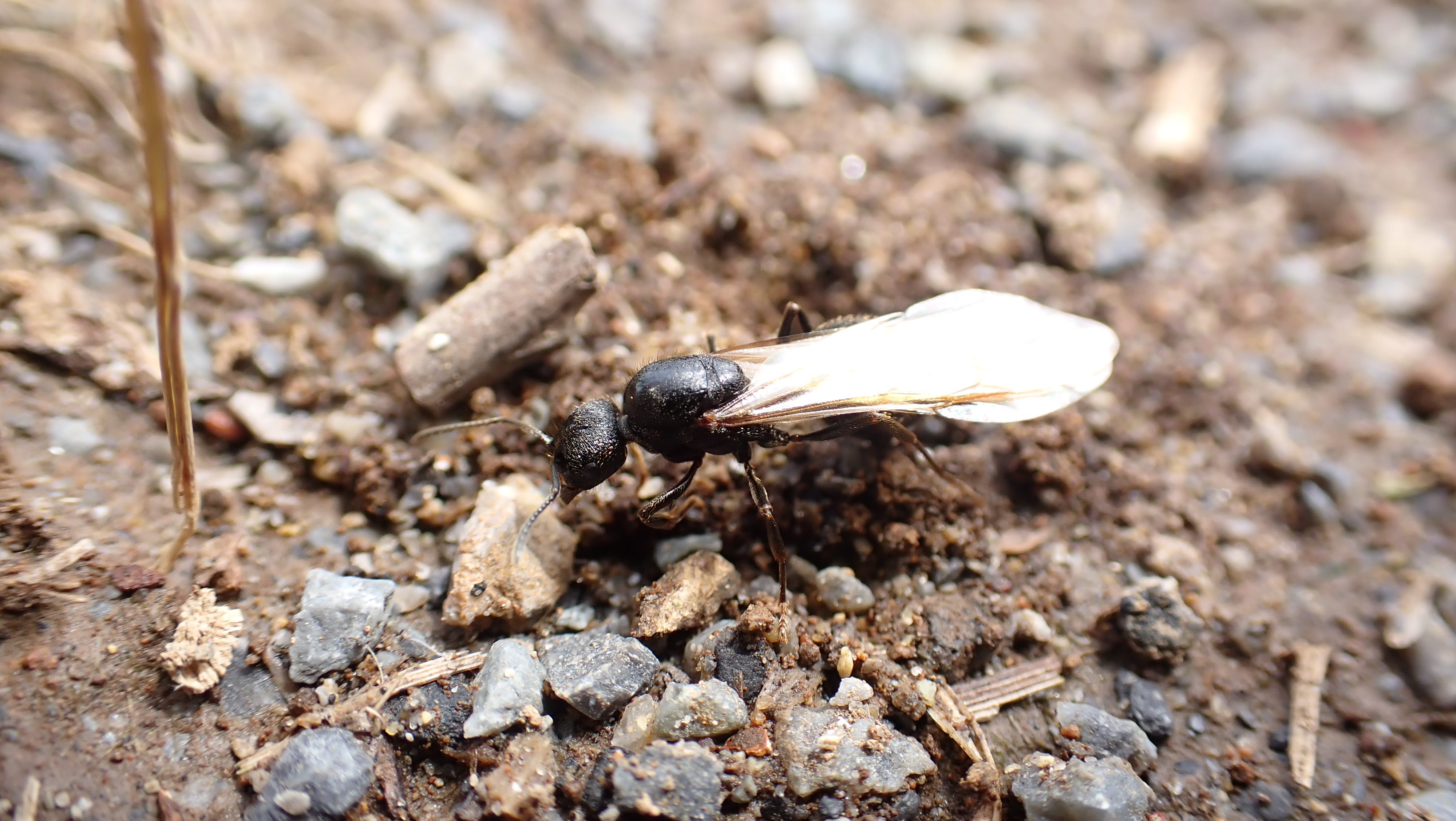
クロナガアリの有翅女王。

結婚飛行後は翅を落とし、巣を掘り始める。一匹だけで巣を創るのが7割ほどで、複数の女王アリが一緒に巣をつくる多雌創巣も行われる。